# Буланый вьюрок
Буланый вьюрок (лат. Rhodospiza obsoleta) — вид птиц из семейства вьюрковых.

## Общая характеристика
У самца мантия, голова, горло и зоб бледные буровато-песочные, спина несколько темнее груди. Уздечка и перья у основания клюва чёрные. Брюшко и подхвостье белые. Надхвостье и бока тела глинисто-коричневые. Маховые чёрные, с белыми и розовыми каемками на наружных опахалах, которые образуют посередине сложенного крыла большое розовое пятно, ближе к вершине — белое.
Самка светлее самца. Маховые и рулевые тёмно-бурые с белыми каемками. Розовое пятно на крыле бледнее, чем у самца. Уздечка и перья у основания клюва охристо-песочные.
Молодые окрашены как самки, большие верхние кроющие крыла бурые с рыжевато-жёлтыми вершинами. Клюв светлый, грязно-жёлтый, чернеющий зимой.
Вес птицы: 17,5—28 г.

## Распространение
Населяет запад Китая, Афганистан, южный и северо-западный Иран, многочислен в южной Туркмении, в низких частях Таджикистана, в пустынях Узбекистана и южного Казахстана (к северу до низовьев Сырдарьи, Прибалхашья, Чуйской долины, долины Арыси).
Буланый вьюрок во многих частях ареала живёт почти оседло. Например, в ряде пунктов Средней Азии и в Кашгарии он держится круглый год, в других местах предпринимает незначительные сезонные кочёвки. Зимою он иногда появляется стаями и за пределами гнездового ареала как к северу, так и далеко к югу и к юго-западу от его границы — в долине Сырдарьи, в Ираке и даже на юге Израиля .

## Образ жизни
Типичный биотоп — саксауловые и тополёвые рощи, тамарисковые светлые насаждения и тугаи по рекам. Во многих местах своего ареала птица освоила культурные районы и живёт в садах и парках оазисов и даже городов, рядом с человеком. Среди искусственных насаждений предпочитает светлые разреженные участки, большей частью на опушке рощи или парка, а также отдельно стоящие деревья.

## Питание
Чисто древесная птица, гнездящаяся только на ветвях и там же большей частью добывающая корм. Кроме того, она разыскивает пищу, бродя по земле; питается семенами карагача, саксаула, верблюжьей колючки, седина (Aristida pennata), разных солянок и др. Птенцы также выкармливаются семенами.

## Размножение
Пение самцов начинается очень рано — в Туркмении обычно в феврале, иногда в январе. Гнездо, расположенное на деревьях или кустарниках в пустынном ландшафте, большей частью не затенено и подвергается действию солнечных лучей, так что кладка яиц нуждается в защитном приспособлении. В связи с этим у буланого вьюрка гнездовая постройка имеет очень плотные стенки: снаружи мелкие веточки и прутики, хорошо сплетённые вместе, а выстилка из растительного пуха, шерсти и конского волоса, представляющих хороший изолирующий слой.
В культурном ландшафте гнездо строится на самых разных видах деревьев — на тутовнике, клёне, фисташке, карагаче, акации и на всяких фруктовых породах, а также на кустах винограда. Характер постройки при этом не меняется, хотя гнездо и скрыто в листве. Несколько пар располагается обычно в ближайшем соседстве.

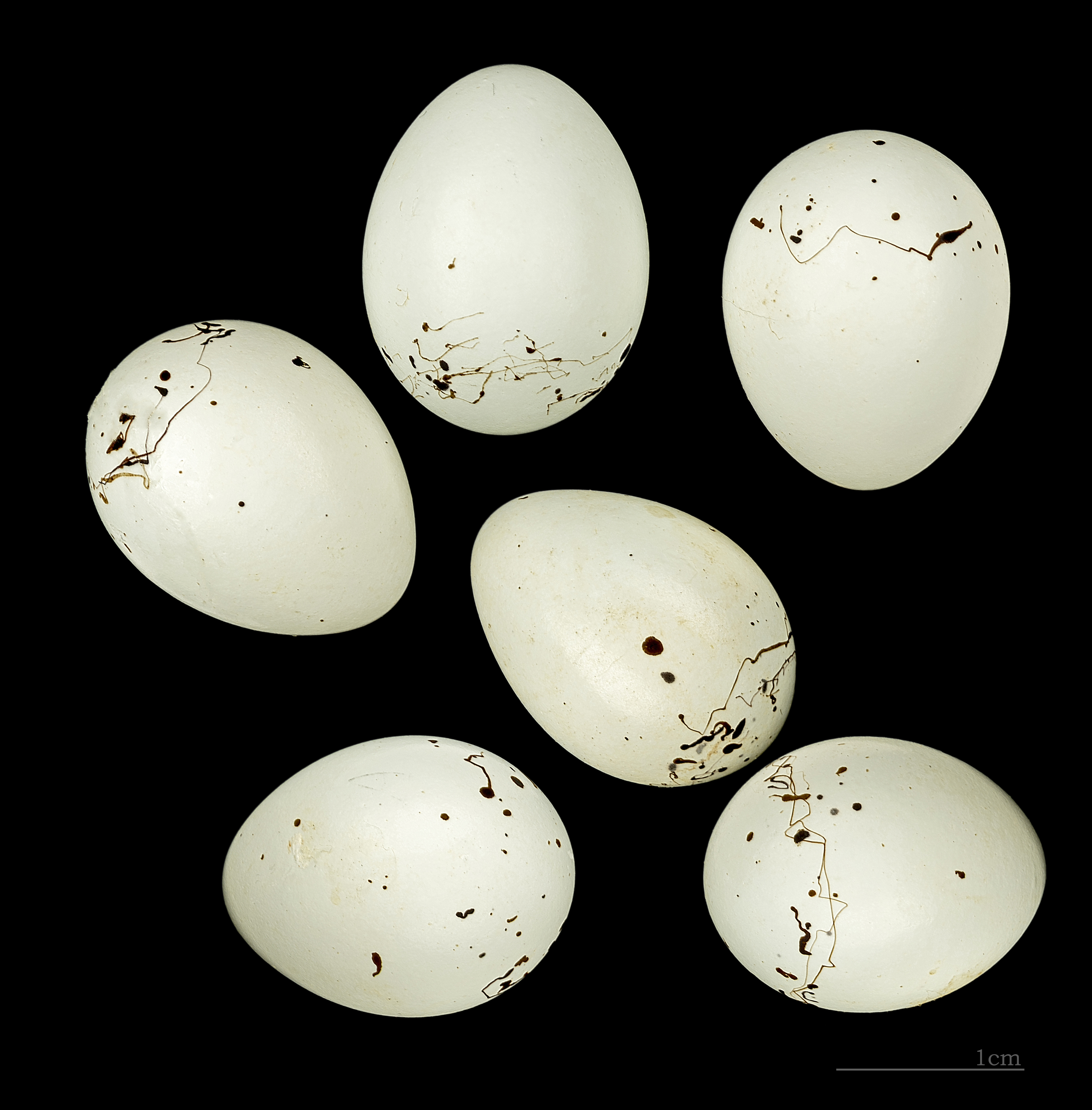
Rhodospiza obsoleta

Гнездится два раза в лето. В кладке от 3 до 7 яиц, чаще 6. Основной фон скорлупы беловато-голубой с небольшим числом коричневых или черноватых пятнышек преимущественно у тупого конца яйца. Насиживает только самец.
Массовая кладка в южной Туркмении бывает в апреле и в мае, птенцы выводятся во второй половине мая. После вылупления птенцов самка большую часть времени проводит на гнезде, защищая потомство от перегрева. Самец кормит самку как во время насиживания кладки, так и в период выращивания птенцов. Птенцы также выкармливаются самцом отрыгиваемой из зоба пищей, состоящей из семян.